# گروه نخلک
گروه نخلک مجموعه‌ای از سازندهای زمین‌شناسی ایران مرکزی به سن تریاس است که شامل سازندهای علم (در زیر)، باغ‌قرق (در وسط) و آشین در بالا) می‌شود. در ناحیه نخلک، مرز زیرین سنگ‌های تریاس یک راندگی است. مرز زیرین آن نیز در نتیجه عملکرد یک گسل تراستی، بریده و پوشیده با سنگ‌های کرتاسه است. گذشته از مرز زیرین و بالایی، شواهدی از گسستگی گسلی را می‌توان در این مجموعه شناسایی کرد، به گونه‌ای که با وجود نظم ظاهری، این مجموعه رسوبی ساختاری پیچیده دارد.